# Talkin' Bout
"Talkin' Bout" é uma canção do rapper estadunidense Loui com a participação da rapper americana Saweetie, contida no terceiro extended play (EP) da mesma, Pretty Summer Playlist: Season 1 (2021). Foi lançada através das gravadoras BioLife Metrics e Warner Records, como segundo single do EP em 11 de maio de 2021.